# Akiba ben Josef
Akiba ben Josef, även känd som rabbi Akiba, född omkring 50 e.Kr., död omkring 135 e.Kr., var en judisk lärd.
Akiba var en av judendomens främsta lärde och var verksam i Bene Beraq. Han arbetade som fårherde fram tills han var 40 år då han blev kär och gifte sig med en kvinna vid namn Rakel. Rakels far Kalba Savua motsatte sig äktenskapet och lämnade sin dotter arvlös. Rakel uppmuntrade Akiba att utbilda sig precis som han alltid drömt om och hon arbetade för att kunna skicka iväg sin man till en skola. När han återvände hem flera år senare hade han tusentals elever i följe som blev upprörda när de såg Rakel springa ut för att möta sin man. Akiba sa åt sina elever att visa henne största möjliga ära eftersom hans kunskap, och därmed elevernas kunskap, gjordes möjliga tack vare henne.  Han var en skarpsinnig bibelutläggare och redigerade muntligt traditionsmaterial till en tidig Mishna som sedan togs upp i den klassiska Mishna. Akiba stödde Bar Kokhba-revolten som var det judiska upproret mot romarna 132-135 och vägrade lyda romarnas förbud undervisning i Torah och blev martyr. Akiba ben Josef är riktigt förekommande i det judiska sägenmaterialet.